# Sportåret 1955

## Händelser

### Amerikansk fotboll
- Cleveland Browns besegrar Los Angeles Rams med 38 - 14 i NFL-finalen.

### Bandy
- 12 februari - Internationella bandyförbundet bildas under en kongress i Stockholm av representanter från Finland, Norge, Sovjet och Sverige.[1]
- 20 februari - Örebro SK blir svenska mästare genom att finalbesegra Edsbyns IF med 7-1 på Stockholms stadion.[2][3][4]

### Baseboll
- 4 oktober - National League-mästarna Brooklyn Dodgers vinner World Series med 4-3 i matcher över American League-mästarna New York Yankees.[5]

### Basket
- 10 april - Syracuse Nationals vinner NBA-finalserien mot Fort Wayne Pistons.[6]
- 19 maj - Ungern vinner herrarnas Europamästerskap i Budapest före Tjeckoslovakien och Sovjet.[7]

### Bordtennis

#### VM
- Lag, herrar – Japan
- Lag, damer – Rumänien
- Herrsingel – Tosjiaki Tanaka, Japan
- Damsingel – Angelica Rozeanu, Rumänien

### Boxning
- Rocky Marciano besegrar i titelmatcher
  - Don Cockell
  - Archie Moore

och försvarar därmed världsmästartiteln i tungvikt.

### Cykel
- Tour de France vinns av Louison Bobet, Frankrike
- Giro d'Italia vinns av Fiorenzo Magni, Italien
- Vuelta a España vinns av Jean Dotto, Frankrike
- Linjeloppet i VM vinns av Stan Ockers, Belgien

### Fotboll
- 30 mars – Argentina vinner sydamerikanska mästerskapet i Santiago de Chile före Chile och Peru.[8]
- 7 maj - Newcastle United FC vinner FA-cupfinalen mot Manchester City FC med 3-1 på Wembley Stadium.[9]
- 4 september - Första upplagan av Europacupen sparkar igång med matchen Sporting Lissabon–FK Partizan Belgrad 3-3.[10]
- Okänt datum – FA-cupen vinns av Newcastle United FC
- Okänt datum – Copa del Rey vinns av Athletic Bilbao
- Okänt datum – Franska cupen vinns av Lille OSC
- Okänt datum – Skotska cupen vinns av Clyde FC efter omspel

#### Ligasegrare / resp. lands mästare
- Belgien – RSC Anderlecht
- Danmark – AGF
- England - Chelsea FC
- Frankrike - Reims
- Italien - AC Milan
- Nederländerna – Willem II Tilburg
- Skottland - Aberdeen FC
- Spanien - Real Madrid CF
- Sverige - Djurgårdens IF
- Västtyskland - Rot-Weiss Essen

### Friidrott
- 31 december - Kenneth Norris, Storbritannien vinner Sylvesterloppet i São Paulo.[11]
- Hideo Hamamura, Japan vinner Boston Marathon.[12]

#### Världsrekord

##### Herrar
- 400 m – Louis Jones, USA 48,4 i Mexico City
- 800 m – Roger Moens, Belgien 1.45,7 i Oslo
- 1 500 m – Sandor Iharos, Ungern 3.40,8 i Helsingfors
- 1 500 m – Gunnar Nielsen, Danmark 3.40,8 i Oslo (tangering)
- 1 500 m – Laszlo Tabori, Ungern 3.40,8 i Oslo (tangering)
- 5 000 m – Sandor Iharos, Ungern 13.40,6 i Budapest
- 5 000 m – Vladimir Kuts, Sovjetunionen 13.46,8 i Belgrad
- 3 000 m hinder – Pentti Karvonen, Finland 8.47,8 i Helsingfors
- 3 000 m hinder – Pentti Karvonen, Finland 8.45,4 i Oslo
- 3 000 m hinder – Vasilij Vlasenko, Sovjetunionen 8.45,4 i Moskva (tangering)
- 3 000 m hinder – Jerzy Chromik, Polen  8.41,2 i Brno
- 3 000 m hinder – Jerzy Chromik, Polen  8.40,2 i Budapest
- Tiokamp – Rafer Johnson, USA 7 985 p i Kingsburg
- Tresteg – Adhemar Ferreira da Silva, Brasilien 16,56 i Mexico City
- Slägga – Michail Krivonosov, Sovjetunionen  64,33 i Warszawa
- Slägga – Michail Krivonosov, Sovjetunionen  64,52 i Belgrad
- Spjut – Bud Held, USA 81,75 i Modesto

##### Damer
- 100 m – Shirley Strickland. Australien 11,3 i Warszawa
- 400 m – Zinaida Safronova,  Sovjetunionen 54,8 i Moskva
- 400 m – Ursula Donath, DDR 54,4 i Warszawa
- 800 m – Nina Otkalenko, Sovjetunionen 2.06,4 i Zagreb
- 4 x 100 m – Sovjetunionen – 45,6 i Moskva (tangering)
- Längd – Galina Vinogradova, Sovjetunionen 6,28 i Moskva (tangering)

- Längd – Galina Vinogradova, Sovjetunionen 6,31 i Tbilisi
- Kula – Galina Zybina, Sovjetunionen 16,29 i Leningrad
- Kula – Galina Zybina, Sovjetunionen 16,32 i Tasjkent
- Kula – Galina Zybina, Sovjetunionen 16,45 i Dusjanbe
- Kula – Galina Zybina, Sovjetunionen 16,67 i Tbilisi

### Golf

#### Herrar

##### Ryder Cup
- USA besegrar Storbritannien med 8 - 4.
- Mest vunna vinstpengar på PGA-touren: Julius Boros, USA med 63 122$

##### Majorstävlingar
- The Masters vinns av Cary Middlecoff, USA
- US Open vinns av Jack Fleck, USA
- British Open vinns av Peter Thomson, Australien
- PGA Championship vinns av Doug Ford, USA

#### Damer
- Mest vunna vinstpengar på LPGA-touren: Patti Berg, USA med 16 492$

##### Majorstävlingar
- US Womens Open - Fay Crocker, USA
- LPGA Championship - Beverly Hanson, USA

### Handboll
- IK Heim vinner SM-guld.

### Ishockey
- 21 februari - Djurgårdens IF blir svenska mästare, vilka besegrar Hammarby IF i två matcher med 6-3 respektive 11-2.[13]
- 6 mars - Kanada blir i Västtyskland världsmästare. Sovjet blir tvåa och Tjeckoslovakien trea.[14]
- 14 april - Stanley Cup vinns av Detroit Red Wings, som besegrar Montreal Canadians med 4 matcher mot 3 i slutspelet.[15]
- 9 juni - Östtyskland inträder i IIHF.[16]

### Konståkning

#### VM
- Herrar - Hayes Alan Jenkins, USA
- Damer – Tenley Albright, USA
- Paråkning - Francis Dafoe och Norris Bowden, Kanada
- Isdans – Jeanne Westwood och Lawrence Demmy. Storbritannien

#### EM
- Herrar – Alain Giletti, Frankrike
- Damer – Hanna Eigel. Österrike
- Paråkning – Marianne Nagy och Lászlo Nagy, Ungern
- Isdans – Jeanne Westwood och Lawrence Demmy. Storbritannien

### Motorsport

#### Formel 1
- 11 september - Världsmästare blir för tredje gången  Juan Manuel Fangio från Argentina i en Mercedes-Benz.

#### Sportvagnsracing
- 11 juni - Den tyska biltillverkaren Mercedes-Benz vinner sportvagns-VM.
- Mer än 80 personer i publiken och racerföraren Pierre Levegh dör i den värsta olyckan i racingens historia vid Le Mans 24-timmars. Britterna Mike Hawthorn och Ivor Bueb vinner tävlingen med en Jaguar D-Type.

### Skidor, alpina grenar

#### Herrar

##### SM
- Slalom vinns av Stig Sollander, Östersund-Frösö SLK. Lagtävlingen vinns av Östersund-Frösö SLK.
- Storslalom vinns av Hans Olofsson, Tärna IK Fjällvinden . Lagtävlingen vinns av Östersund-Frösö SLK.
- Störtlopp vinns av Hans Olofsson, Tärna IK Fjällvinden . Lagtävlingen vinns av Tärna IK Fjällvinden

#### Damer

##### SM
- Slalom vinns av Vivi-Anne Wassdahl, Östersund-Frösö SLK. Lagtävlingen vinns av Åre SLK.
- Storslalom vinns av Ingrid Englund, Sundsvalls SLK.
- Störtlopp vinns av Ingrid Englund, Sundsvalls SLK.

### Skidor, nordiska grenar

#### Herrar
- 6 mars - Sixten Jernberg, Lima IF vinner Vasaloppet.[17]

##### SM
- 15 km vinns av Sixten Jernberg, Lima IF. Lagtävlingen vinns av IFK Mora.
- 30 km vinns av Sune Larsson, IFK Mora . Lagtävlingen vinns av IFK Mora.
- 50 km vinns av Sixten Jernberg, Lima IF. Lagtävlingen vinns av Lima IF.
- Stafett 3 x 10 km vinns av IFK Mora med laget Sune Larsson, Gunnar Larsson och Per Erik Larsson .
- Backhoppning vinns av Bror Östman, IF Friska Viljor,  Lagtävlingen vinns av IF Friska Viljor.
- Nordisk kombination vinns av Bengt Eriksson, IF Friska Viljor, Lagtävlingen vinns av Djurgårdens IF.

#### Damer

##### SM
- 10 km vinns av Sonja Edström, Luleå SK. Lagtävlingen vinns av Selångers SK.
- Stafett 3 x 7 km vinns av Selångers SK med laget  Margit Åsberg-Albrechtsson , Karin Engberg och Anna-Lisa Eriksson .

### Skridskor

#### VM

##### Herrar
- - 500 m
- 1 Toivo Salonen, Finland – 42,6
- 2 Boris Sjilkov, Sovjetunionen – 42,9
- 3 Pelle Malmsten, Sverige  – 43,2
- 3 Don McDermott, USA – 43,2
  - 1 500 m
- 1 Oleg Gontjarenko, Sovjetunionen – 2.20,6
- 2 Sigge Ericsson, Sverige – 2.20,9
- 3 Boris Sjilkov, Sovjetunionen – 2.21,1
  - 5 000 m
- 1 Knut Johannesen,Norge – 8.33,0
- 2 Sigge Ericsson, Sverige – 8.35,4
- 3 Johnny Cronshey, Storbritannien – 8.35,9
  - 10 000 m
- 1 Sigge Ericsson, Sverige – 17.09,8
- 2 Knut Johannesen,Norge – 17.11,9
- 3 Oleg Gontjarenko, Sovjetunionen – 19.19,9
  - Sammanlagt
- 1 Sigge Ericsson, Sverige – 194,997
- 2 Oleg Gontjarenko, Sovjetunionen – 195,832
- 3 Boris Sjilkov, Sovjetunionen – 195,858

##### Damer
- - 500 m
- 1 Tamara Rylova, Sovjetunionen – 48,9
- 2 Sofia Kondakova, Sovjetunionen – 49,1
- 3 Rimma Zjukova, Sovjetunionen – 49,5
  - 1 000 m
- 1 Sofia Kondakova, Sovjetunionen – 1.40,9
- 2 Vera Postnikova, Sovjetunionen – 1.42,1
- 3 Rimma Zjukova, Sovjetunionen – 1.42,4
  - 3 000 m
- 1 Rimma Zjukova, Sovjetunionen – 5.33,1
- 2 Eevi Huttunen, Finland – 5.37,3
- 3 Tamara Rylova, Sovjetunionen – 5.40,9
  - 5 000 m
- 1 Rimma Zjukova, Sovjetunionen – 9.26,4
- 2 Eevi Huttunen, Finland – 9.30,6
- 3 Tamara Rylova, Sovjetunionen – 9.39,9
  - Sammanlagt
- 1 Rimma Zjukova, Sovjetunionen – 212,857
- 2 Tamara Rylova, Sovjetunionen  – 213,007
- 3 Sofia Kondakova, Sovjetunionen – 215,563

### Tennis

#### Herrar
- 28 augusti - Australien vinner Davis Cup genom att finalbesegra USA med 5-0 i Forest Hills.[18]

##### Tennisens Grand Slam
- Australiska öppna - Ken Rosewall, Australien
- Franska öppna - Tony Trabert, USA
- Wimbledon - Tony Trabert, USA
- US Open - Tony Trabert, USA

#### Damer

##### Tennisens Grand Slam
- Australiska öppna - Beryl Penrose, Australien
- Franska öppna - Angela Mortimer, Storbritannien
- Wimbledon - Louise Brough, USA
- US Open - Doris Hart, USA

### Travsport
- Travderbyt körs på  Åby travbana i  Mölndal. Segrare blir det svenska stoet   Smaragd  (SE)  e. Locomotive  (US) – Smila (SE) e Chilton  (US) Kilometertid: 1.24,9   Körsven:  Sören Nordin
- Travkriteriet vinns av den svenska hingsten   Sang (SE)  e. Jaguar (SE) – Fashion (SE) e Mr McElwyn  (US). Kilometertid:1.27,7 Körsven: Kurt Mattsson.

### Volleyboll
- 25 juni - Tjeckoslovakien vinner herrarnas Europamästerskap i Bukarest före Rumänien och Bulgarien.[19]
- 26 juni - Tjeckoslovakien vinner damernas Europamästerskap i Bukarest före Sovjet och Polen.[19]

## Evenemang
- VM i bordtennis anordnas i Utrecht, Nederländerna
- VM i cykelsport anordnas i Frascati, Italien
- VM i hastighetsåkning på skridskor, herrar anordnas i Moskva, Sovjetunionen
- VM i hastighetsåkning på skridskor, damer anordnas i Kuopoi, Finland
- VM i ishockey anordnas i Köln, Düsseldorf, Krefeld och Dortmund i Västtyskland.
- VM i konståkning anordnas i Wien, Österrike.
- EM i konståkning anordnas i Budapest, Ungern.

## Födda
- 14 januari - Dominique Rocheteau, fransk fotbollsspelare.
- 30 januari - Curtis Strange, amerikansk golfspelare.
- 10 februari - Greg Norman, australisk golfspelare.
- 24 februari - Alain Prost, fransk racerförare.
- 13 mars - Bruno Conti, italiensk fotbollsspelare.
- 26 april - Ulrika Knape, svensk simhoppare.
- 8 maj - Asgeir Sigurvinsson, isländsk fotbollsspelare och tränare.
- 21 juni - Michel Platini, fransk fotbollsspelare och manager.
- 23 juni - Jean Tigana, fransk fotbollsspelare och -tränare.
- 26 juni - Maxime Bossis, fransk fotbollsspelare.
- 20 juli - Claes Nordin, svensk badmintonspelare och seglare.
- 13 augusti - Betsy King, amerikansk professionell golfspelare.
- 31 augusti - Edwin Moses, amerikansk friidrottare.
- 10 september - Marja-Liisa Kirvesniemi, finländsk skidlöpare.
- 25 september - Karl-Heinz Rummenigge, tysk fotbollsspelare.
- 9 oktober - Steve Ovett, brittisk friidrottare.
- 28 november - Alessandro Altobelli, italiensk fotbollsspelare.

## Avlidna
- 7 maj - Allan Bengtsson, svensk höjdhoppare.
- 26 maj - Alberto Ascari, italiensk racerförare.
- 4 november – Cy Young, amerikansk basebollspelare.

### Fotnoter
1. ↑  ”FIB History” (på engelska). International Bandy Federation. https://www.worldbandy.com/about-fib/. Läst 30 augusti 2011.
2. ↑  Erik Jonsson (20 februari 1955). ”1950–1959”. Svenska Bandyförbundet. Arkiverad från originalet den 17 mars 2020. https://web.archive.org/web/20200317215225/https://www.svenskbandy.se/BANDYFINALEN/HISTORIK/Svenskamastare/Herrar/1950-1959. Läst 18 mars 2020.
3. ↑  Andreas Söderman (13 december 2007). ”Inför seriefinalen mot "Fläkten"”. Svenska fans. https://www.svenskafans.com/bandy/209060. Läst 2 september 2011.
4. ↑  ”Edsbyns finalhistoria”. Edsbyns IF. 19 mars 2004. Arkiverad från originalet den 25 maj 2012. https://archive.is/20120525061618/http://www.svenskamastarna.se/news.asp?sectionID=22&itemID=214. Läst 2 september 2011.
5. ↑  ”1955 World Series” (på engelska). Baseball-Reference.com. http://www.baseball-reference.com/postseason/1955_WS.shtml. Läst 14 juli 2015.
6. ↑  ”Basketball Reference”. http://www.basketball-reference.com/leagues/NBA_1955_games.html. Läst 25 augusti 2011.
7. ↑  ”Sport Statistics”. Arkiverad från originalet den 19 september 2015. https://web.archive.org/web/20150919092645/http://todor66.com/basketball/Europe/Men_1947.html. Läst 24 augusti 2011.
8. ↑  ”South American Championship 1955” (på engelska). RSSSF. http://www.rsssf.com/tables/55safull.html. Läst 16 augusti 2011.
9. ↑  ”England FA Challenge Cup 1954-1955” (på engelska). RSSSF. http://www.rsssf.com/tablese/engcup1955.html. Läst 19 augusti 2012.
10. ↑  ”European Champions' Cup 1955-56 - Details” (på engelska). RSSSF. http://www.rsssf.com/ec/ec195556det.html. Läst 16 augusti 2011.
11. ↑  ”1950” (på portugisiska). Sylvesterloppet. Arkiverad från originalet den 1 mars 2014. https://web.archive.org/web/20140301035933/http://www.saosilvestre.com.br/1950. Läst 19 augusti 2012.
12. ↑  ”Boston Marathon”. Arkiverad från originalet den 27 april 2015. https://web.archive.org/web/20150427035419/http://www.baa.org/races/boston-marathon/boston-marathon-history/past-champions/past-mens-open-champions.aspx. Läst 9 april 2011.
13. ↑  ”Championnat de Suède 1954/55”. Hockeyarchives. 21 februari 1954. https://www.hockeyarchives.info/Suede1955.htm. Läst 15 augusti 2011.
14. ↑  ”Championnats du monde 1955” (på franska). Hockey Archives. 6 mars 1955. https://www.hockeyarchives.info/mondial1955.htm. Läst 15 augusti 2011.
15. ↑  ”NHL 1954/55” (på franska). Hockey Archives. https://www.hockeyarchives.info/NHL1955.htm. Läst 23 mars 2020.
16. ↑  ”Year by Year News Headlines in Germany” (på engelska). AZ Hockey. Arkiverad från originalet den 6 september 2015. https://web.archive.org/web/20150906043443/http://www.azhockey.com/year/yearGERMANY.html. Läst 2 september 2011.
17. ↑  ”Historiska segrare”. Vasaloppet. Arkiverad från originalet den 22 mars 2020. https://web.archive.org/web/20200322121012/https://www.vasaloppet.se/wp-content/uploads/sites/1/2019/09/historiska_segrare_vasaloppet_sve_2019-09-18.pdf. Läst 5 september 2011.
18. ↑  ”Davis Cup”. http://www.daviscup.com/en/results/tie/details.aspx?tieId=10000738. Läst 20 augusti 2011.
19. 1 2  ”Sport Statistics”. Arkiverad från originalet den 28 mars 2012. https://web.archive.org/web/20120328215225/http://todor66.com/volleyball/Europe/Men_1955.html. Läst 24 augusti 2011.